# Małopolska Wschodnia

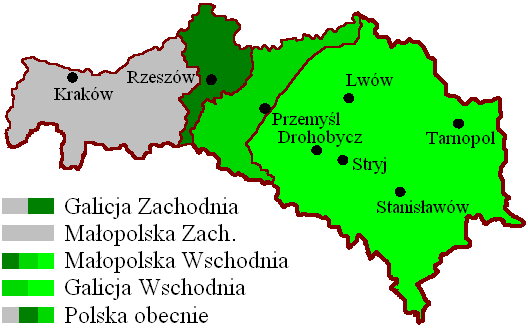
Porównanie Małopolski Wschodniej i Galicji Wschodniej

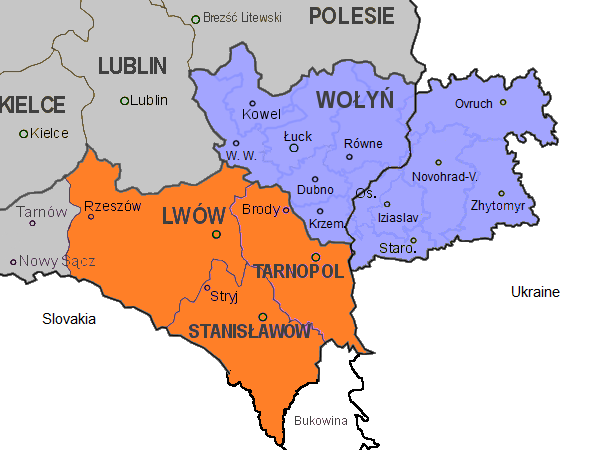
Małopolska Wschodnia i Wołyń

Małopolska Wschodnia – w dwudziestoleciu międzywojennym półoficjalna nazwa części terytorium Polski obejmującej tereny trzech południowo-wschodnich województw: lwowskiego, tarnopolskiego i stanisławowskiego. Nazwa ta nigdy nie zastąpiła całkowicie używanego wcześniej określenia Galicja Wschodnia, lecz była stosowana obok niego. Używanie choronimu Małopolska w odniesieniu do obszarów, które nigdy nie wchodziły w skład dzielnicy historycznej Polski o tej samej nazwie, budziło już w tamtym czasie poważne wątpliwości. Przeciwnicy nazwy Małopolska Wschodnia postulowali dla obszaru dawnej Galicji Wschodniej nazwę Ziemia Czerwieńska (od dawnych Grodów Czerwieńskich i Rusi Czerwonej), ale nie zyskała ona popularności w II Rzeczypospolitej.
Pod względem terytorialnym Małopolska Wschodnia nie była w pełni tożsama z Galicją Wschodnią z czasów zaboru austriackiego. W wyniku wprowadzonego 23 grudnia 1920 podziału administracyjnego terenów byłego zaboru austriackiego wchodzących w skład II Rzeczypospolitej, granicę Małopolski Wschodniej w stosunku do Galicji Wschodniej przesunięto znacznie na zachód. Do województwa lwowskiego włączono bowiem powiaty: tarnobrzeski, rzeszowski, łańcucki, niżański, kolbuszowski, przeworski, strzyżowski i krośnieński, które nie wchodziły w skład okręgu apelacyjnego lwowskiego, którego zachodnia granica była umowną granicą Galicji Wschodniej w ramach Austro-Węgier. Północno-zachodnią granicę Małopolski Wschodniej wyznaczała natomiast Wisła pod Sandomierzem.

## Historia

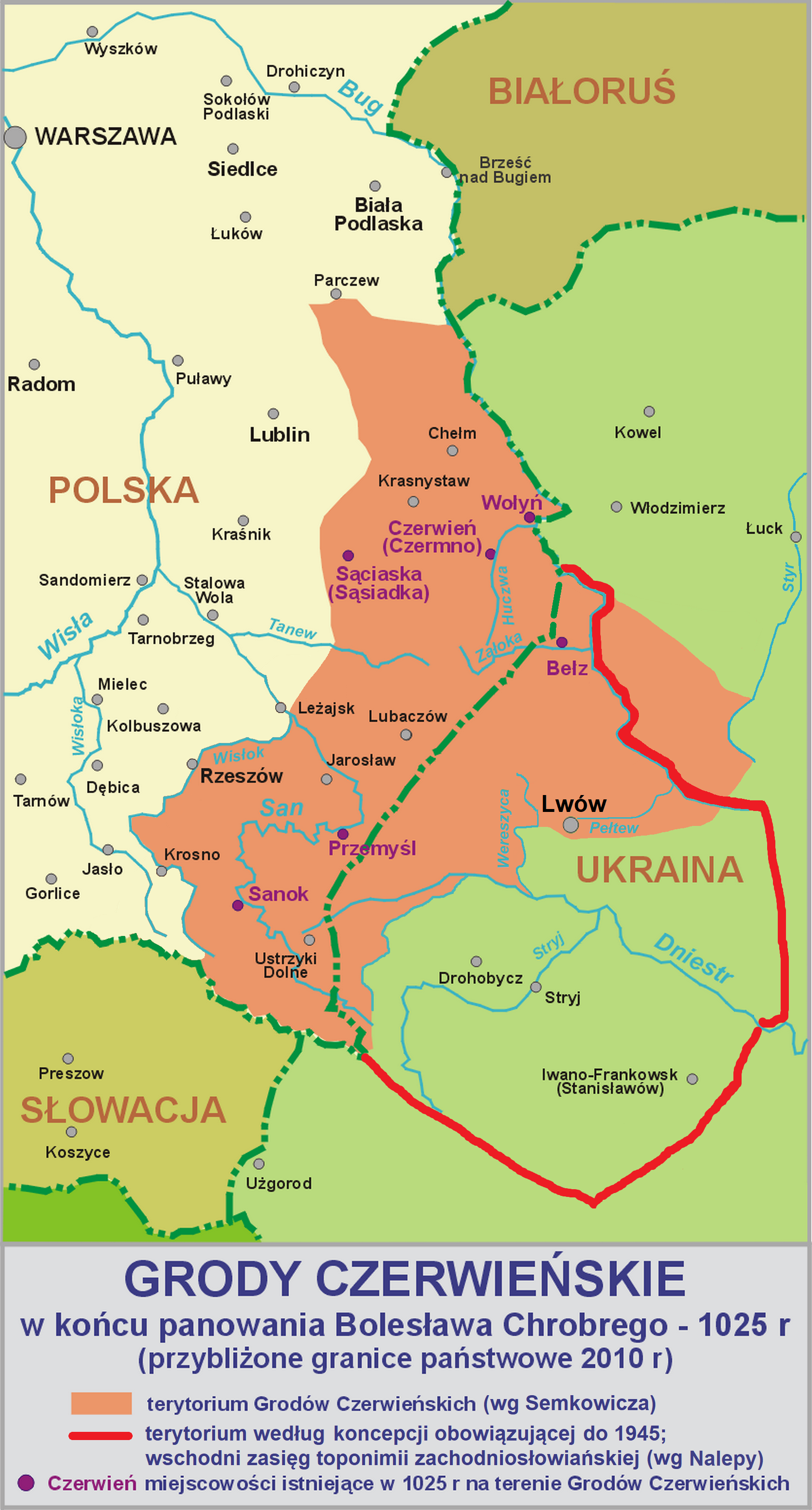
Mapa Grodów Czerwieńskich

Ziemie, na których położony był obszar późniejszej Małopolski Wschodniej, rozciągały się na terenie następujących krain historycznych: Grodów Czerwieńskich (później – zachodnia część Rusi Czerwonej), Rusi Czerwonej i Podola Zachodniego, na pograniczu lechicko-ruskim. Po podboju Lędzian i zajęciu Grodów Czerwieńskich w 981 roku przez Włodzimierza Wielkiego tereny te należały – z krótkimi przerwami – do Rusi Kijowskiej, a następnie do Rusi Halicko-Włodzimierskiej. Po śmierci ostatniego z książąt halicko-wołyńskich Bolesława Jerzego II (1340) Kazimierz Wielki włączył do swego państwa Ruś Czerwoną; po jego śmierci została ona podporządkowana przez Ludwika Węgierskiego Królestwu Węgier. Do Królestwa Polskiego została ostatecznie wcielona przez Jadwigę Andegaweńską w 1387 roku. W XV wieku w skład Korony weszło Podole zachodnie (kamienieckie). Po śmierci Władysława Jagiełły (1434) zostało utworzone województwo ruskie, zaś po wygaśnięciu lenna Piastów mazowieckich w księstwie bełskim – województwo bełskie (1462).

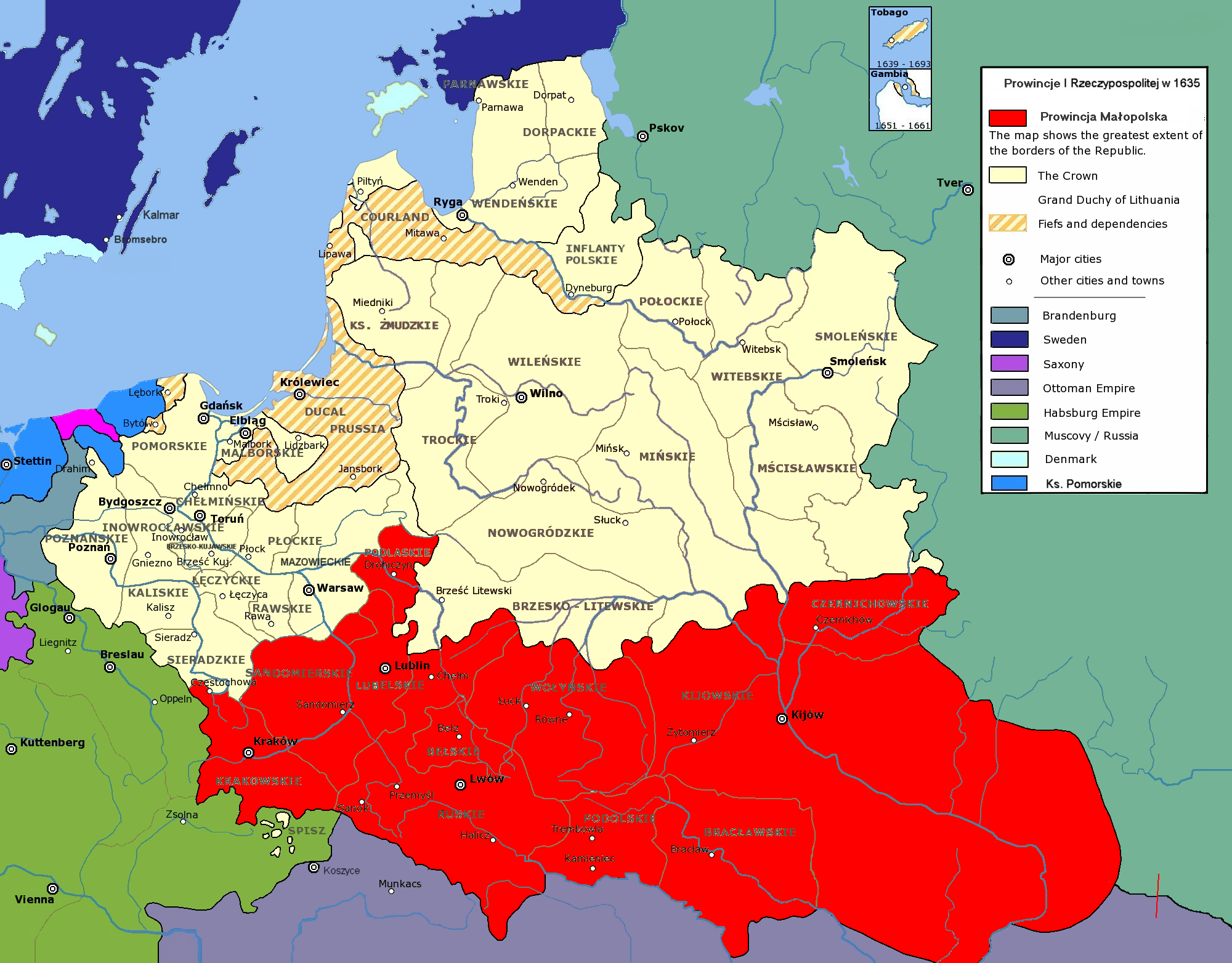
Prowincja małopolska Rzeczypospolitej Obojga Narodów

W czasach I Rzeczypospolitej za Małopolskę powszechnie uznawano tereny ówczesnych województw: krakowskiego, sandomierskiego i lubelskiego, co miało swoje źródło w kształtowaniu się krain historycznych za czasów Piastów i Jagiellonów. Tak też była ona rozumiana wśród ówczesnej ludności Polski. Ponadto utworzona została, jako jednostka administracyjna, prowincja małopolska, która obejmowała również Ruś Czerwoną, Podole oraz – od Unii Lubelskiej (1569) – Podlasie, Wołyń, Ukrainę Naddnieprzańską. Nie należy jej jednak mylić z właściwą Małopolską jako regionem historycznym. Po rozbiorach południowa część Małopolski przeszła pod panowanie Austrii, tworząc z województwem ruskim, bełskim i fragmentem podolskiego nową austriacką prowincję zwaną Galicją, ostatecznie jako kraj koronny Austro-Węgier.

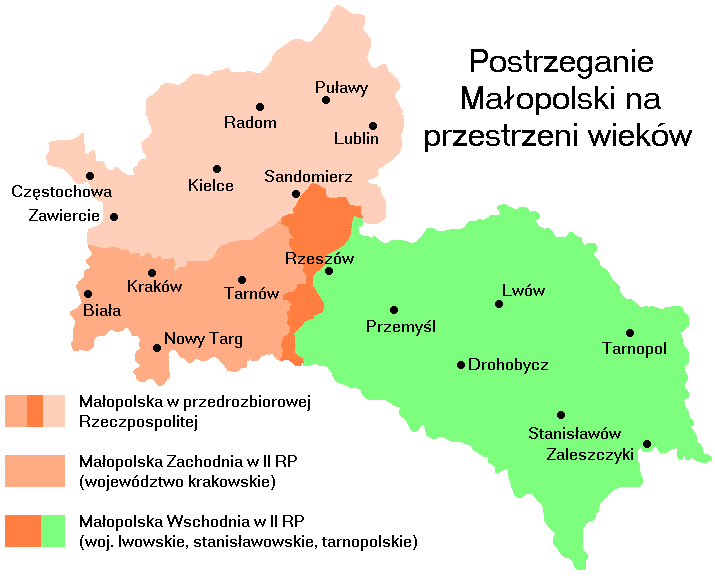
Postrzeganie Małopolski na przestrzeni wieków

W czasie zaborów dotychczasowe rozumienie Małopolski zostało zatarte, zaś obie jej części – rosyjska (w obrębie Królestwa Polskiego) i austriacka (w obrębie Galicji) – zaczęły się różnicować społecznie i gospodarczo. Podziały administracyjne narzucone przez zaborców przestały odzwierciedlać tradycję historyczną Polski. Zapoczątkowane wtedy utożsamianie Małopolski z Galicją do dzisiaj ma swoje konsekwencje w podziale administracyjnym kraju, a także w polskiej tożsamości społecznej (choć przecież austriacka Galicja obejmowała swoim obszarem jedynie część Małopolski, a ponadto składała się w większości z terenów, które do historycznej Małopolski nigdy nie należały).
W II Rzeczypospolitej terytorium Galicji zaczęto określać terminem Małopolska. Określeniem tym obejmowano ziemie byłego zaboru austriackiego, a nie przedrozbiorowe terytorium Małopolski. Małopolskę Zachodnią stanowiło województwo krakowskie, natomiast województwa: lwowskie, tarnopolskie i stanisławowskie zaczęto określać mianem Małopolski Wschodniej. Było to nazewnictwo analogiczne do stosowanego w czasach austriackich, kiedy to nieformalnie funkcjonował podział na Galicję Zachodnią i Wschodnią, przy czym ich granicę stanowił zasięg kompetencji Sądu Apelacyjnego w Krakowie i Sądu Apelacyjnego we Lwowie. Jednak Małopolska Wschodnia obejmowała pojęciowo szerszy zakres ziem niż Galicja Wschodnia – do województwa lwowskiego włączono bowiem powiaty: tarnobrzeski, rzeszowski, łańcucki, niżański, kolbuszowski, przeworski, strzyżowski i krośnieński, które nie wchodziły w skład sądowego okręgu apelacyjnego lwowskiego.
Po II wojnie światowej, w wyniku konferencji teherańskiej wschodnia granica Polski została ustalona przez trzy wielkie mocarstwa koalicji antyhitlerowskiej (USA, Wielką Brytanię i ZSRR) wzdłuż tzw. Linii Curzona, w konsekwencji większość terytorium Małopolski Wschodniej znalazła się poza granicami Polski. Po konferencji jałtańskiej (4–11 lutego 1945), wyłoniony w konsekwencji jej ustaleń Tymczasowy Rząd Jedności Narodowej podpisał 16 sierpnia 1945 umowę z ZSRR, uznając nieco zmodyfikowaną linię Curzona za wschodnią granicę Polski, na podstawie porozumienia o granicy zawartego pomiędzy PKWN i rządem ZSRR 27 lipca 1944. W konsekwencji umowy wschodnią część województwa lwowskiego ze Lwowem, a także całe terytorium województw: stanisławowskiego i tarnopolskiego włączono do Ukraińskiej Socjalistycznej Republiki Radzieckiej w składzie ZSRR.
We współczesnej polskiej historiografii istnieje spór o to, która nazwa jest bardziej adekwatna na określenie obszaru trzech południowo-wschodnich województw II RP: Galicja Wschodnia czy Małopolska Wschodnia. Większość polskich historyków, m.in. Michał Klimecki, Maciej Krotofil i Jan Pisuliński, używa neutralnego terminu pochodzącego z czasów zaboru austriackiego, niektórzy, jak np. Czesław Partacz, stosują sformułowanie powstałe w dwudziestoleciu międzywojennym. Według Jana Pisulińskiego, określenie Małopolska Wschodnia nie jest ugruntowane historycznie i ma znaczenie jedynie nacjonalistyczno-propagandowe (podobnie jak zresztą stosowany wówczas przez stronę ukraińską analogiczny termin Ukraina Zachodnia), służące w latach 20. i 30. XX w. silniejszemu związaniu obszaru między Sanem a Zbruczem z państwem polskim oraz podkreśleniu rzekomo rdzennie polskiego charakteru tych ziem.

## Ludność Małopolski Wschodniej

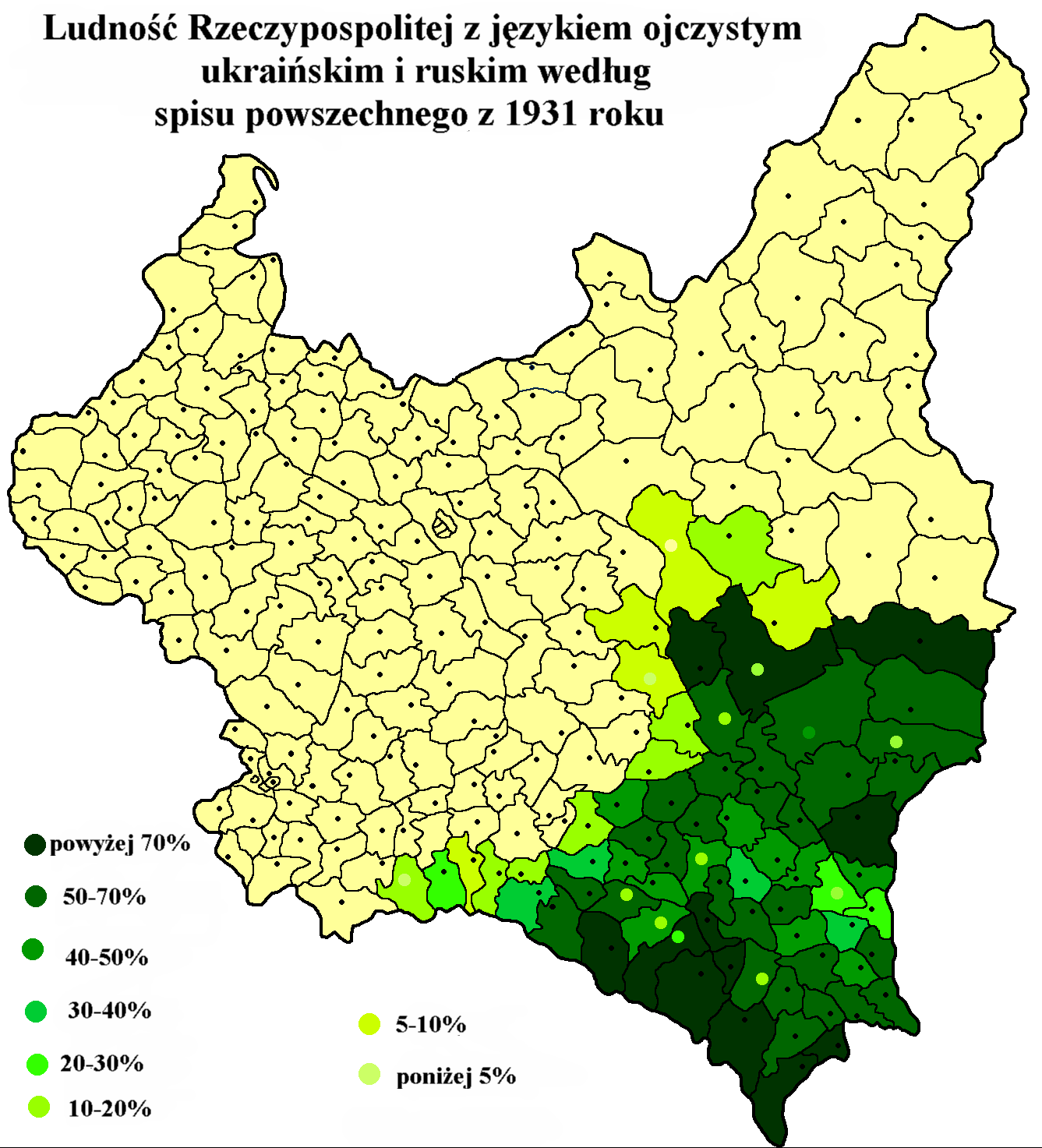
Ludność uważająca język ukraiński za ojczysty (w powiatach) według spisu powszechnego 1931.

Ludność trzech województw Małopolski Wschodniej liczyła w roku 1921 łącznie 5 495 104 osoby, w roku 1931 6 208 100 osób.

### Ludność według deklarowanej narodowości w 1921
- Ukraińcy[20][21] – 2 630 634
- Polacy[22] – 2 479 565
- Żydzi[23] – 351 165
- Niemcy[24] – 30 518 osób.

Według Pierwszego Powszechnego Spisu Ludności z 30 IX 1921.

### Ludność według deklarowanego wyznania w 1921
- wyznanie greckokatolickie – 2 970 420
- wyznanie rzymskokatolickie – 1 907 678
- judaizm – 587 397
- protestantyzm (luteranizm, kalwinizm i in.) – 25 498 osób.

Według Pierwszego Powszechnego Spisu Ludności z 30 IX 1921.

### Ludność według deklarowanego języka ojczystego w 1931
- Polacy[25] – 2 926 300
- Ukraińcy[a][b][c][26] – 2 814 300
- Żydzi[27] – 421 200
- Niemcy[28] – 31 500 osób.

Według Drugiego Powszechnego Spisu Ludności z 9 XII 1931 r.

### Ludność według deklarowanego wyznania w 1931
- wyznanie greckokatolickie – 3 256 300
- wyznanie rzymskokatolickie – 2 281 400
- judaizm – 616 200
- protestantyzm (luteranizm, kalwinizm i in.) – 29 300 osób.

Według Drugiego Powszechnego Spisu Ludności z 9 XII 1931 r.
Administracja państwowa II Rzeczypospolitej, wbrew oficjalnie głoszonemu stanowisku, za Polaków uważała faktycznie wyłącznie ludność rzymskokatolicką, uznając że podział wyznaniowy pokrywa się z narodowościowym.